# Аникин, Андрей Владимирович
Андре́й Влади́мирович Ани́кин (9 сентября 1927 — 29 августа 2001) — русский советский экономист и лексикограф, писатель-фантаст.

## Биография
Окончил в 1949 году институт внешней торговли в Москве, в 1953 году аспирантуру Московского финансового института. Кандидат экономических наук с 1953, доктор экономических наук с 1964. Тема докторской диссертации: «Кредитная система современного капитализма. Исследование на материалах США». Под тем же заглавием она опубликована как научная монография в 1964 году.
В 1949—1957 годах работал в Министерстве внешней торговли СССР и Государственном комитете по внешним экономическим связям. С 1957 работал в Институте мировой экономики и международных отношений в должностях старшего научного сотрудника, зав. сектором, зав. отделом, главного научного сотрудника — руководителя группы. В 1965-92 гг. работал по совместительству на кафедре политической экономии экономического факультета МГУ им. М. В. Ломоносова. С 1970 г. имеет ученое звание профессора.
Основные области научных исследований и публикаций: денежное обращение, кредит, банки, международные валютные отношения; экономика США; история экономических учений; проблемы финансовых институтов в переходной экономике. Много писал и публиковал в научно-популярном и научно-художественном жанре, является автором книги мемуаров «Люди науки. Встречи с выдающимися экономистами» (1995), а также двух книг беллетристики.
Приглашался для чтения лекций и ведения научно-исследовательской работы в ряд университетов и научных центров бывшего СССР и других стран, в том числе в Новосибирский и Саратовский университеты, Высшую школу экономики в Берлине (в то время — ГДР), Институт продвинутого изучения Советского Союза при Колумбийском университете (Нью-Йорк, США), Торонтский университет (Канада). Был консультантом по вопросам СССР и России инвестиционного банка «Морган Стэнли энд компани» (Нью-Йорк и Лондон, 1990—1994 гг).
Похоронен в Москве на Хованском кладбище.

## Награды и звания
- Премия имени Е. С. Варги РАН (2001) — за монографию «История финансовых потрясений. От Джона Ло до Сергея Кириенко»;
- Премия имени Н. Г. Чернышевского АН СССР (1988) — за книгу «Юность науки. Жизнь и идеи мыслителей-экономистов до Маркса»;
- Заслуженный деятель науки РСФСР (1988).

## Публикации

### Монографии
- Кризис валютной системы капитализма. Проблема валютных курсов. — 1955.
- Валютные проблемы Западной Европы. — 1960.
- Кредитная система современного капитализма. Исследование на материалах США (1964).
- Адам Смит (издание на русском 1968 в серии «Жизнь замечательных людей», на немецком 1990).
- Соединенные Штаты Америки: экономика и политика современного капитализма (1972, автор и ответственный редактор).
- Механизм экономического цикла в США (1978, автор и соредактор)
- Соединенные Штаты Америки. Современный монополистический капитализм (1982, автор и соредактор).
- Политическая экономия современного капитализма, соавтор (1970 и 1975 гг.).
- Юность науки. Жизнь и идеи мыслителей-экономистов до Маркса (издания на русском языке 1971, 1975, 1979, 1985 гг. и издания на ряде иностранных языков).
- Желтый дьявол. Золото и капитализм (издание на русском 1978 г., на англ. 1983 г.)
- Золото. Международный экономический аспект (издания на русском 1984 и 1988 гг., на немецком 1987 г.)
- Муза и мамона. Социально-экономические мотивы у Пушкина. — М.: Мысль, 1989.
- Путь исканий. Социально-экономические идеи в России до марксизма. — 1990.
- Люди науки: Встречи с выдающимися экономистами. — М.: Дело Лтд, 1995.
- Защита банковских вкладчиков. Российские проблемы в свете зарубежного опыта. — 1997.
- История финансовых потрясений. От Джона Ло до Сергея Кириенко. — М.: Олимп-Бизнес, 2000. — (Серия «Люди и деньги»)
- История финансовых потрясений. Российский кризис в свете мирового опыта — М.: Олимп-Бизнес, 2002 (2-е изд. дополн.), 2009 (3-е изд.)

### Статьи
- Из реально-исторического комментария к «Скупому рыцарю» // Временник Пушкинской комиссии. — Выпуск 23. — Л.: Наука, 1989. — С. 111—115.

### Экономическая лексикография
Написал несколько статей для Большой советской энциклопедии (3 изд.), для «Экономической энциклопедии. Политическая экономия» и для «Кредитно-финансового словаря» (1 и 2 изд.).

### Основные работы в области многоязычной лексикографии
- «Англо-русский экономический словарь», редактор и соавтор, изд-во «Русский язык», М., 1977 и 1981 гг.
- «Англо-русский словарь по экономике и финансам», редактор и соавтор с Коваленко, Евгений Григорьевич, изд-во «Экономическая школа», СПб., 1993 г.
- «Энциклопедический словарь рыночного и планового хозяйства. Немецко-англо-русский». Под ред. П. Книрша и др. Соавтор, изд-во Л. Г. Заур, Мюнхен, 1992 г.
- «Англо-русский словарь по экономике и финансам», в семействе электронных словарей Polyglossum (2005, версия для Windows), М.: Словарное издательство «ЭТС» («Электронные и Традиционные Словари»), первое издание 1993—1994; эксклюзивное право на издание электронной версии этого словаря — (С) электронная версия, — ЭТС 1994—2014.

### Научная фантастика
- Пятое путешествие Гулливера
- Смерть в Дрездене
- Вторая жизнь
- Друг, который мог быть
- Вторая жизнь (серия «Библиотека советской фантастики»)